# Wei Chen-Yang
Wei Chen-Yang (Nantou, 23 de febrero de 1992) es un deportista taiwanés que compitió en taekwondo.
Ganó dos medallas de bronce en el Campeonato Mundial de Taekwondo en los años 2011 y 2013, y una medalla de plata en el Campeonato Asiático de Taekwondo de 2010. En los Juegos Asiáticos consiguió dos medallas en los años 2010 y 2014.

## Palmarés internacional
| Representando a China Taipéi |                          |                   |           |
| Campeonato Mundial           |                          |                   |           |
| Año                          | Lugar                    | Medalla           | Categoría |
| 2011                         | Gyeongju (Corea del Sur) | Medalla de bronce | –58 kg    |
| 2013                         | Puebla (México)          | Medalla de bronce | –63 kg    |
| Juegos Asiáticos             |                          |                   |           |
| Año                          | Lugar                    | Medalla           | Categoría |
| 2010                         | Cantón (China)           | Medalla de oro    | –58 kg    |
| 2014                         | Incheon (Corea del Sur)  | Medalla de bronce | –58 kg    |
| Campeonato Asiático          |                          |                   |           |
| Año                          | Lugar                    | Medalla           | Categoría |
| 2010                         | Astaná (Kazajistán)      | Medalla de plata  | –58 kg    |